# Cinglis
Cinglis là một chi bướm đêm thuộc họ Geometridae.

## Các loài
- Cinglis andalusiaria
- Cinglis humifusaria (Eversmann, 1837)
- Cinglis humifuscaria
- Cinglis reducta